# Republic (album)
Republic è il sesto album discografico in studio della band inglese New Order, pubblicato nel maggio 1993.

## Tracce
1. Regret – 4:08
2. World – 4:44
3. Ruined in a Day – 4:22
4. Spooky – 4:43
5. Everyone Everywhere – 4:24
6. Young Offender – 4:48
7. Liar – 4:21
8. Chemical – 4:10
9. Times Change – 3:52
10. Special – 4:51
11. Avalanche – 3:14

## Formazione
New Order
- Bernard Sumner - voce, chitarre, sintetizzatore, programmazione
- Peter Hook - basso, sintetizzatore, programmazione
- Stephen Morris - batteria, sintetizzatore, programmazione
- Gillian Gilbert - sintetizzatore, programmazione

Altri musicisti
- Audrey Riley - violoncello
- Dee Lewis - cori
- David Rhodes - chitarre

Produzione
- Stephen Hague - produzione
- Pascal Gabriel - preproduzione in Regret e Young Offender
- Andy Duncan - programmazione addizionale
- Mike "Spike" Drake - ingegneria
- Owen Morris - ingegneria
- Richard Chappell - assistente ingegneria
- Simon Gogerly - ingegneria
- Ben Findlay - assistente ingegneria
- Sam Hardaker - assistente ingegneria
- Peter Saville - artwork